# Saint-Simon (Charente)
Saint-Simon é uma comuna francesa situada no departamento de Charente, na região da Nova Aquitânia. Estende-se por uma área de 3,77 km². Em 2010 a comuna tinha 217 habitantes (densidade: 57,6 hab./km²).